# Satz von Vitali-Carathéodory
Der Satz von Vitali-Carathéodory ist ein mathematischer Lehrsatz, der im Übergangsfeld zwischen dem Gebiet der Analysis und dem Gebiet der Maßtheorie angesiedelt ist und den der bekannte Analytiker Walter Rudin den beiden Mathematikern Giuseppe Vitali und Constantin Carathéodory zurechnet. Er zählt – zusammen mit dem Satz von Lusin – zu den Sätzen über Stetigkeitseigenschaften messbarer reellwertiger Funktionen auf gewissen Maßräumen über lokalkompakten Hausdorff-Räumen.

## Formulierung des Satzes
Der Satz lässt sich formulieren wie folgt:
Gegeben sei ein lokalkompakter Hausdorff-Raum {\displaystyle X}, versehen mit der borelschen σ-Algebra {\displaystyle {\mathcal {B}}(X)} sowie einem von innen wie von außen regulären Borel-Maß
{\displaystyle \mu \colon {\mathcal {B}}(X)\rightarrow [0,\infty ]}.
Weiter gegeben sei eine {\displaystyle \mu }-integrierbare reellwertige Funktion
{\displaystyle f\colon X\rightarrow \mathbb {R} }.

Dann gilt:
Zu jeder reellen Zahl {\displaystyle \epsilon >0} gibt es ein Paar reellwertiger Funktionen
{\displaystyle u,v\colon X\rightarrow \mathbb {R} }
mit folgenden Eigenschaften:
 (1) {\displaystyle u} ist oberhalbstetig und beschränkt nach oben.
 (2) {\displaystyle v} ist unterhalbstetig und beschränkt nach unten.
 (3) {\displaystyle u(x)\leq f(x)\leq v(x)\;\;(\forall x\in X)} .
 (4) {\displaystyle {\int _{X}}(v-u)\;\mathrm {d} \mu \;<\epsilon } .